# Conomyza semirufella
Conomyza semirufella är en tvåvingeart som beskrevs av Hesse 1956. Conomyza semirufella ingår i släktet Conomyza och familjen svävflugor. Inga underarter finns listade i Catalogue of Life.